# Earl Gardner
Earl Baker Gardner (Montgomery County, 18 de setembro de 1923 - 15 de outubro de 2005) foi basquetebolista norte-americano que foi campeão da Temporada da NBA de 1948-49 jogando pelo Minneapolis Lakers.